# 艾爾·西伯勒
艾爾·西伯勒（英語：Al Hibbler，1915年8月16日—2001年4月24日），本名是阿爾伯特·喬治·西伯勒（英語：Albert George Hibbler），是一名美國歌手。西伯勒是艾靈頓公爵樂團的一名重要成員，艾靈頓公爵指西伯勒濃厚的顫音是樂團的重要資產。而西伯勒最著名的作品，是1955年推出的單曲Unchained Melody

## 經歷
生於密西西比州的西伯勒，自出生已雙目失明。在阿肯色州小岩城就讀盲人學校時，西伯勒加入了合唱團。其後他在田納西州孟斐斯舉辦的一個歌唱比賽中勝出，正式開始了他的音樂生涯。
1943年，西伯勒加入了艾靈頓公爵所領導的樂團。在艾靈頓樂團的八年間，他獲得君子新星獎選為最佳男歌手獎（1947年）和Downbeat獎的最佳樂隊歌手獎（1948－49年）。1951年，他離開了艾靈頓樂團，展開獨唱歌手的生涯。

## 外部連結
- 在Find a Grave上的艾爾·西伯勒
- （英文）阿肯色州爵士樂名人堂的介紹